# Naft Teheran Football Club
Il Naft Teheran Football Club (in persiano باشگاه فوتبال نفت تهران‎, "club calcistico petrolio Teheran") è una società calcistica iraniana con sede a Teheran. Milita nella Terza Divisione, la quarta serie del campionato iraniano di calcio.
Fondato el 1950, il club in passato era posseduto dalla compagnia petrolifera governativa National Iranian Oil Company e ha militato nella massima serie iraniana, dove ha ottenuto quale migliore risultato il terzo posto per tre volte, oltre a vincere una Coppa d'Iran. Nel 2017 retrocesse in seconda serie e, a causa di problemi finanziari, fu declassato in terza serie. Nell'ottobre 2018 fu sciolto, per poi ricostituirsi come sodalizio attivo nella quarta serie iraniana.
Fino al 2018 ha disputato le partite interne allo stadio Takhti di Teheran.

## Palmarès

### Competizioni nazionali
- Coppa d'Iran: 1

2016-2017
- Campionato iraniano di seconda divisione: 1

2009-2010
- Campionato iraniano di terza divisione: 1

2008-2009
- Campionato iraniano di quarta divisione: 1

2005-2006

### Competizioni regionali
- Campionato provinciale di Teheran: 1

2004-2005

### Altri piazzamenti
- Campionato iraniano:

Terzo posto: 2013-2014, 2014-2015
- Coppa dell'Iran:

Finalista: 2014-2015
- Supercoppa d'Iran:

Secondo posto: 2017

## Allenatori
| Nome                 | Nazionalità                       | dal             | al               |
| -------------------- | --------------------------------- | --------------- | ---------------- |
| Hamid Shirzadegan    | Iran (bandiera)                   | 17 gennaio 1975 | 1º giugno 1976   |
| Parviz Dehdari       | Iran (bandiera) · Iran (bandiera) | 30 marzo 1976   | 1º dicembre 1980 |
| Aref Seyed Alikhani  | Iran (bandiera)                   | 1980            | 1988             |
| Nasser Faryadshiran  | Iran (bandiera)                   | 5 febbraio 2003 | 6 luglio 2006    |
| Mehdi Dinvarzadeh    | Iran (bandiera)                   | 6 luglio 2006   | 3 maggio 2010    |
| Nader Dastneshan     | Iran (bandiera)                   | 5 giugno 2010   | 1º luglio 2010   |
| Hossein Faraki       | Iran (bandiera)                   | 1º luglio 2010  | 5 luglio 2012    |
| Mansour Ebrahimzadeh | Iran (bandiera)                   | 7 luglio 2012   | 1º giugno 2013   |
| Yahya Golmohammadi   | Iran (bandiera)                   | 1º giugno 2013  | 1º giugno 2014   |
| Ali Reza Mansourian  | Iran (bandiera)                   | 1º giugno 2014  | oggi             |

## Rosa 2015-2016
Aggiornata al 25 gennaio 2016.
| N. |                 | Ruolo | Calciatore             |
| -- | --------------- | ----- | ---------------------- |
| 2  | Iran (bandiera) | C     | Mehdi Shiri            |
| 4  | Iran (bandiera) | D     | Jalal Hosseini         |
| 5  | Iran (bandiera) | D     | Siamak Kouroshi        |
| 6  | Iran (bandiera) | C     | Alireza Ezzati         |
| 8  | Iran (bandiera) | C     | Hamid Bou Hamdan       |
| 9  | Iran (bandiera) | C     | Arash Rezavand U23     |
| 13 | Iran (bandiera) | D     | Vahid Hamdinejad       |
| 14 | Iran (bandiera) | D     | Saeid Lotfi            |
| 15 | Iran (bandiera) | D     | Mohammad Daneshgar U23 |
| 16 | Iran (bandiera) | C     | Alireza Sabouri U23    |
| 18 | Iran (bandiera) | A     | Arshia Jabbari U23     |
| 22 | Iran (bandiera) | D     | Reza Aliari U23        |
| 23 | Iran (bandiera) | C     | Iman Mobali            |

| N. |                 | Ruolo | Calciatore                    |
| -- | --------------- | ----- | ----------------------------- |
| 24 | Iran (bandiera) | C     | Farid Mohammadizadeh U23      |
| 25 | Iran (bandiera) | A     | Mojtaba Haghdoust             |
| 30 | Iran (bandiera) | P     | Ahmad Gohari U21              |
| 32 | Iran (bandiera) | A     | Issa Alekasir                 |
| 40 | Iran (bandiera) | P     | Vahid Sheikhveisi             |
| 41 | Iran (bandiera) | A     | Moahammad Saeid Baraviyeh U21 |
| 42 | Iran (bandiera) | D     | Milad Zakipour U21            |
| 70 | Iran (bandiera) | C     | Abbas Bouazar                 |
| 76 | Iran (bandiera) | A     | Ali Ghorbani                  |
| 77 | Iran (bandiera) | A     | Amir Arsalan Motahari U23     |
|    | Iran (bandiera) | D     | Ali Moghtadaei U21            |
|    | Iran (bandiera) | A     | Mehdi Mohammad-Yari U21       |